# Michael Praetorius
Michael Praetorius, vlastním jménem Michael Schultheiß (15. února 1571, Creuzburg – 15. února 1621, Wolfenbüttel), byl německý skladatel, varhaník a hudební teoretik.

## Život
Byl nejmladším synem luteránského pastora v Creuzburgu (dnes v Durynsku). Jméno Praetorius je latinská obdoba jeho rodného příjmení. Po absolvování škol v Torgavě a Srbišti studoval teologii a filosofii na univerzitě ve Frankfurtu nad Odrou. Od roku 1587 byl varhaníkem v chrámu Marienkirche. Od roku 1592 sloužil na dvoře biskupa Jindřicha Julia, vévody z Braunschweigu. Nejprve jako varhaník a od roku 1604 jako kapelník orchestru Staatsorchester Braunschweig.
Uznání si získal nejprve jako praktický hudebník. Proslul zejména na setkání varhaníků v Gröningen u Halberstadtu v roce 1596, kam se sjelo více než padesát německých varhaníků, aby společně posoudili nové varhany halberstadtského varhanáře Davida Beckera. Toto setkání, znamenalo také historický zlom v chápání úlohy varhan a instrumentální hudby v období pozdní renesance. Praetorius se prosadil jako vynikající interpret tohoto nového směru hudby.
První sbírka jeho skladeb vznikla okolo roku 1602. Začal komponovat v době, kdy Řezno bylo sídelním městem císaře Svaté říše římské. Moteta z této sbírky jsou v Německu mezi prvními, které reflektují novou italskou interpretační praxi. Díky nim se stal uznávaným i jako skladatel.
Devět částí jeho Musae Sioniae (1605–1610) a sbírka liturgické hudby publikovaná v roce 1611 vycházely z německého protestantského chorálu. Vznikly na přání vycházející z kruhů ortodoxních luteránů, aby vyhověly vkusu vévodkyně Alžběty, která vládla ve vévodově nepřítomnosti a měla snahu nahradit populární světskou hudbu náboženskou hudbou Praetoriovou.
Praetoriovy skladby se šířily v Evropě i mimo protestantské prostředí. Sbírka jeho tisků je kupříkladu dochována i v Českém Krumlově. Kromě toho Jindřich Julius Brunšvický byl důvěrným přítelem císaře Rudolfa II. Habsburského a Praetorius s ním často pobýval v Praze a seznámil se zde s hudebníky Rudolfova dvora. Jindřich Julius si nechal v blízkosti Hradu postavit vlastní palác a byl také jedním z posledních, kdo u nemocného a téměř opuštěného císaře vytrval až do jeho skonu.
Vévoda zemřel jen o rok později rovněž v Praze. Nicméně Praetorius zůstal formálně ve službách jeho následníka Fridricha Oldřicha. Od roku 1613 však působil na dvoře Jana Jiřího I. Saského v Drážďanech, kde byl zodpovědný za slavnostní hudbu. V té době ho ovlivnily nejnovější směry italské hudby, včetně děl skladatelů Benátské školy a jeho mladšího kolegy Heinricha Schütze. To jej vedlo k rozvoji formy chorálních koncertů (tj. chorálů s instrumentálním doprovodem). Na saském dvoře v Drážďanech byl jmenován dvorním kapelníkem a zůstal zde až do své smrti.
Zemřel v den svých narozenin ve Wolfenbüttelu, kde je také pochován v chrámu sv. Marie, v klenbě pod varhanami.

## Dílo

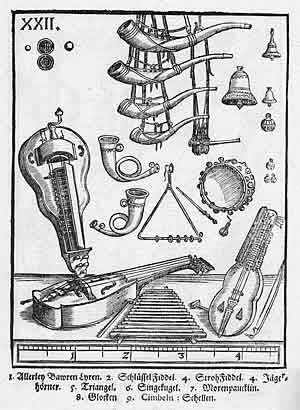
Ukázka dřevorytu z díla Syntagma Musicum

Byl velmi plodným skladatelem a jeho díla vykazují vliv soudobých italských skladatelů a jeho mladšího současníka Heinricha Schütze. Kromě řady roztroušených skladeb jsou z jeho díla nejdůležitější:
- 9 svazků Musae Sioniae (1605–1610), sbírka obsahující 1244 duchovních skladeb, chorálů a písní. Moderní vydání bývá ve dvaceti svazcích.

- Missodia Sionia, Hymnodia Sionia, Megalynodia Sionia (1611)
- Terpsichore (1612), sbírka více než 300 instrumentálních tanců a jiných světských skladeb.
- Urania oder Uranochordia (1613)
- Polyhymnia Caduceatrix e Panegyrica (1619), 40 chorálních koncertů
- Polyhymnia Exercitarix seu Tyrocinium (1619–1620).

### Syntagma musicum
Syntagma musicum je největší hudebně teoretické dílo nejen skladatele, ale patrně i celé tehdejší doby. Bylo rozvrženo do čtyř dílů.
První díl, psaný latinsky (Musicae artis analecta), vyšel ve Witemberku v letech 1614–1615. Je rozděleno do čtyř částí a zabývá se historickým vývojem duchovní i světské hudby.
Druhý díl, který vyšel již v němčině je věnován hudebním nástrojům. V pěti částech pojednává o vývoji, vzhledu, ladění a možnostech dobových nástrojů. Dodnes je zdrojem přesných informací o historických hudebních nástrojích. Zvláštní pozornost je věnována varhanám, včetně toho, že je uveden i popis nejvýznamnějších německých nástrojů. Poslední vydání je doplněno o přílohu, Theatrum instrumentorum seu Sciagraphia, která obsahuje 42 dřevorytů znázorňujících detaily hudebních nástrojů.
Třetí díl (Termini musicali), je v podstatě hudební slovník o hudebních druzích, notaci, terminologii, provozovací praxi a nástrojovém obsazení hudebních souborů. Tento díl byl zamýšlen jako příručka pro skladatele. Čtvrtý díl již skladatel nestačil dokončit.